# Südarabische Dreizackblattnase

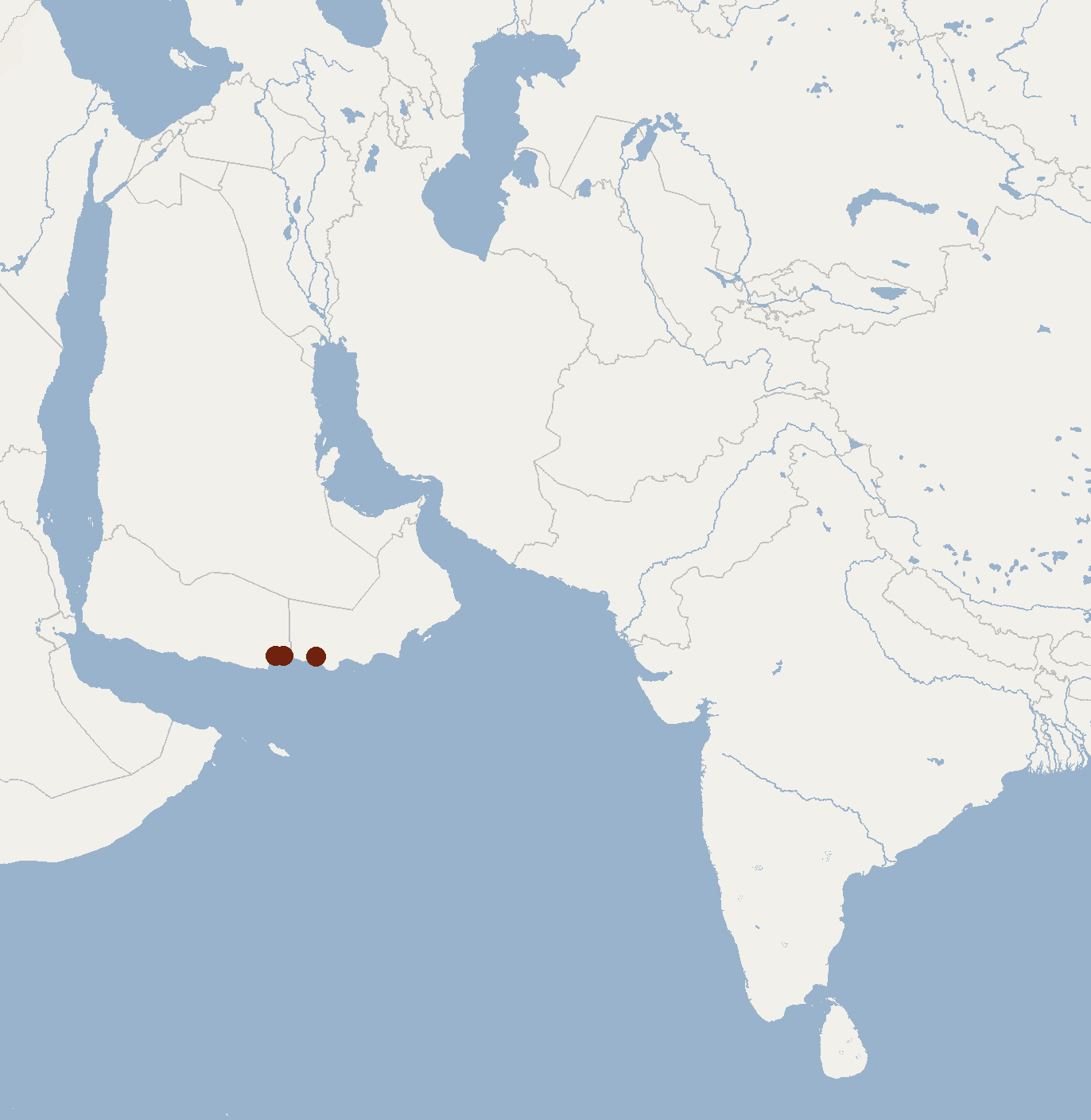
Verbreitungsgebiet der Südarabischen Dreizackblattnase

Die Südarabische Dreizackblattnase (Asellia arabica) ist eine Fledermaus in der Familie der Rundblattnasen, die auf der Arabischen Halbinsel verbreitet ist. Die Population wurde bis zur Erstbeschreibung der Art im Jahr 2011 zu Geoffroys Dreizackblattnase (Asellia tridens) gezählt.

## Merkmale
Die Art ist mit einer Kopf-Rumpf-Länge von 41 bis 60 mm, einer Schwanzlänge von 16 bis 29 mm und einem Gewicht von 6 bis 13 g in Größe anderen Gattungsvertretern ähnlich. Sie hat 43 bis 47 mm lange Unterarme, Hinterfüße von 8 bis 10 mm Länge sowie 14 bis 22 mm lange Ohren. Die Oberseite ist mit beigefarbenem Fell mit graubrauner Schattierung bedeckt, während die Unterseite heller erscheint. Wie bei allen Dreizack-Blattnasen hat das Nasenblatt an der kurzen Schnauze einen äußeren Teil in Form eines Dreizacks. Im Oberkiefer sind pro Seite ein Schneidezahn, ein Eckzahn, ein Prämolar und drei molare Zähne vorhanden. Der Unterkiefer weist zusätzlich einen zweiten Schneidezahn und einen zweiten Prämolar pro Seite auf, was 28 Zähne im Gebiss ergibt.
Die Südarabische Dreizackblattnase hat helle graubraune Flughäute und ein fast pigmentfreies Nasenblatt. Sie unterscheidet sich in ihren genetischen Eigenschaften von anderen Dreizack-Blattnasen.

## Verbreitung
Diese Fledermaus lebt im Süden von Jemen und in Oman. Sie bewohnt Halbwüsten und trockene Savannen.

## Lebensweise
Die am Tag genutzten Verstecke liegen in Höhlen. Dort bilden sich Kolonien mit etwa 30 Mitgliedern. Vermutlich verhält sich die Art wie andere Dreizack-Blattnasen.

## Gefährdung
Störungen an den Ruheplätzen und der Einsatz von Pestiziden gegen Insekten wirken sich negativ auf den Bestand aus. Die IUCN listet die Südarabische Dreizackblattnase mit ungenügende Datenlage (data deficient) da keine Informationen zur Populationsgröße vorliegen.